# Maratona de Nagoia
Maratona Internacional Feminina de Nagóia (名古屋国際女子マラソン) é uma corrida de Maratona anual para atletas femininas com a clássica distância de 42km. É realizada em Nagóia, Japão no início de março de cada ano. Possui o estatuto de Rótulo de Prata da IAAF nas grandes corridas internacionais de rua.
O evento começou a ser realizado em 1980 como um evento de estrada de 20 km em Toyohashi, Japão. Após seus primeiros 2 anos no mesmo local, o local de prova mudou para Nagóia para a terceira edição, em 1982. Ela foi convertida em uma maratona para a edição de 1984, e uma corrida de 10 km também foi anexada ao programa da corrida. A corrida funciona como o Campeonato Feminino de Maratona Japonês com uma base rotacional de três anos.
A edição de 2011 foi anulada devido ao grande sismo e tsunami de Tohoku.

## Vencedoras
- O tempo destacado representa o recorde da prova

| Edição | Data                  | Vencedora          | País        | Tempo (h:m:s) |
| ------ | --------------------- | ------------------ | ----------- | ------------- |
| 42     | 13 de março de 2022   | Ruth Chepng'etich  | Quênia      | 2:17:18       |
| 37     | 12 de março de 2017   | Eunice Kirwa       | Bahrein     | 2:21:17       |
| 36     | 13 de março de 2016   | Eunice Kirwa       | Bahrein     | 2:22:40       |
| 35     | 8 de março de 2015    | Eunice Kirwa       | Bahrein     | 2:22:08       |
| 31     | 14 de março de 2010   | Yuri Kano          | Japan       | 2:27:11       |
| 30     | 8 de março de 2009    | Yoshiko Fujinaga   | Japan       | 2:28:13       |
| 29     | 9 de março de 2008    | Yurika Nakamura    | Japan       | 2:25:51       |
| 28     | 11 de março de 2007   | Yasuko Hashimoto   | Japan       | 2:28:49       |
| 27     | 12 de março de 2006   | Harumi Hiroyama    | Japan       | 2:23:26       |
| 26     | 13 de março de 2005   | Yumiko Hara        | Japan       | 2:24:19       |
| 25     | 14 de março de 2004   | Reiko Tosa         | Japan       | 2:23:57       |
| 24     | 9 de março de 2003    | Takami Ominami     | Japan       | 2:25:03       |
| 23     | 10 de março de 2002   | Mizuki Noguchi     | Japan       | 2:25:35       |
| 22     | 11 de março de 2001   | Kazumi Matsuo      | Japan       | 2:26:01       |
| 21     | 12 de março de 2000   | Naoko Takahashi    | Japan       | 2:22:19       |
| 20     | 14 de março de 1999   | Lyubov Morgunova   | Russia      | 2:27:43       |
| 19     | 8 de março de 1998    | Naoko Takahashi    | Japan       | 2:25:48       |
| 18     | 12 de março de 1997   | Madina Biktagirova | Russia      | 2:29:30       |
| 17     | 10 de março de 1996   | Izumi Maki         | Japan       | 2:27:32       |
| 16     | 12 de março de 1995   | Kamila Gradus      | Poland      | 2:27:29       |
| 15     | 13 de março de 1994   | Eriko Asai         | Japan       | 2:30:30       |
| 14     | 7 de março de 1993    | Kamila Gradus      | Poland      | 2:27:38       |
| 13     | 1 de março de 1992    | Teruko Oe          | Japan       | 2:31:04       |
| 12     | 3 de março de 1991    | Sachiko Yamashita  | Japan       | 2:31:02       |
| 11     | 4 de março de 1990    | Wanda Panfil       | Poland      | 2:31:04       |
| 10     | 5 de março de 1989    | Zhao Youfeng       | China       | 2:28:20       |
| 9      | 6 de março de 1988    | Zhao Youfeng       | China       | 2:27:56       |
| 8      | 1 de março de 1987    | Carla Beurskens    | Netherlands | 2:28:27       |
| 7      | 2 de março de 1986    | Katrin Dörre       | Alemanha    | 2:29:33       |
| 6      | 3 de março de 1985    | Nanae Sasaki       | Japan       | 2:33:57       |
| 5      | 4 de março de 1984    | Glenys Quick       | New Zealand | 2:34:25       |
| 4      | 27 de janeiro de 1983 | Ellen Hart         | USA         | 1:08:58*      |
| 3      | 7 de março de 1982    | Cathie Twomey      | USA         | 1:06:52*      |
| 2      | 8 de março de 1981    | Mie Tanaka         | Japan       | 1:17:50*      |
| 1      | 9 de março de 1980    | Nanae Sasaki       | Japan       | 1:16:10*      |

- NB: (*) Asteriscos indicam resultados das corridas de 20 km.